# TBSテレビ系列早朝の情報番組枠
TBSテレビ系列早朝の情報番組枠（ティービーエステレビけいれつそうちょうのじょうほうばんぐみわく）とは、TBSテレビ（JNN）系列で、毎日早朝に放送されている情報番組の一覧のことである。

## 各番組の歴史
1981年4月に『ウェザーショー・空飛ぶお天気スタジオ』が始まる。1983年4月改編で『JNNおはようニュース&スポーツ』が新設されたことで、さらにそれより早い時間へ移動することとなる。これにより朝6時台が開拓されることとなり、『砂川啓介 いま!朝です』や『地球!朝一番』のようなニュース中心の番組から、『ドーナツ6』のような若者向け情報バラエティまで試行錯誤が続く。この時期は都市部でのドーナツ化現象とともに通勤時間が繰り上がることから、在京各局でも早朝5 - 6時台の番組開発競争がなされていた時期でもあり、放送時期で言えばどの局よりも早い開拓であった。
1991年4月改編で『地球!朝一番』と『おはようニュース&スポーツ』が統合し、『JNNニュースコール』に再編される。その後は朝ニュース枠として放送時間も5時台へ前倒し拡大していく。
1996年6月より『おはようクジラ』開始と同時に、早朝5時台の情報番組『お天気クジラ』に再編される。その後はしばらく歴代朝の情報番組枠の名前を一部にかぶせ前座番組としての性格を強める。
2004年4月改編で『ウォッチ!』が5:30開始になると同時に、一旦早朝5時台の情報番組制作から撤収。ニュース専門チャンネル・TBSニュースバードのサイマル放送となる。『朝ズバッ!』の前座番組として2008年4月改編より『早ズバッ!ナマたまご』が開始された。
2014年春改編で『早ズバッ!』が終了。後番組は『あさチャン!』の前座番組である『はやチャン!』。
2015年春改編で『はやチャン!』の後継番組扱いとして、4時台に進出し枠を拡大した『はやドキ!』になる。『はやドキ!』については、『あさチャン!』とは別の出演者・番組セットで進行されたため、『早ズバッ!』・『はやチャン!』などに見られた朝の情報番組枠の予告番組としての性格は一旦弱くなっていた。
2021年秋改編で、『あさチャン!』の終了と『THE TIME,』の開始に伴い、『はやドキ!』が終了。後継番組は『THE TIME'』（ザ・タイム ダッシュ）になる。『THE TIME'』については、『THE TIME,』のスタジオを使用し、多くの出演者が続けて出演するようになるなど、再び朝の情報番組の予告番組としての性格を強めている。

## 主な番組

### 平日
- ウェザーショー・空飛ぶお天気スタジオ→ウェザーりえの朝一番（1981年3月30日 - 1983年4月1日）
  - 一時期廃枠。15分程度の天気予報番組が放送された時期もあり。
- おはようお天気ワイド（1986年3月31日 - 9月26日）
- 砂川啓介 いま!朝です（1986年9月29日 - 1987年10月2日）
- ドーナツ6（1987年10月5日 - 1989年3月31日）
- 地球!朝一番（1989年4月3日 - 1991年3月29日）
- ニュースコール（第2期）（1991年4月1日 - 1992年9月30日）
- ニュースコール おはよう藤田です（1992年10月1日 - 1993年10月1日）
- あなたにオンタイム（1993年10月4日 - 1996年5月31日）
- お天気クジラ（1996年6月3日 - 1999年3月26日）
- いちばん!エクスプレス（1999年3月29日 - 2002年3月29日）
- いちばん!（2002年4月1日 - 2003年3月28日）
- あさがけウォッチ!（2003年3月31日 - 2004年3月26日）
- JNNニュースバード→TBSニュースバード（2004年3月29日 - 2015年3月27日[注 1]） - CS・TBSニュースバードとのサイマル放送。
- 早ズバッ!ナマたまご（2008年3月28日 - 2014年3月28日）「ニュースバード」と2階建てでの放送に移行。
- はやチャン!（2014年3月31日 - 2015年3月27日）2階建て編成はここまで。
- はやドキ!（2015年3月30日 - 2021年9月30日）
- THE TIME’（2021年10月1日 - ）

### 週末
土曜日
- お天気クジラ土曜版（1998年10月3日 - 1999年3月27日）
- モーニング天気（2001年4月14日 - 2002年3月30日）
  - 『サタデーずばッと』開始に伴い廃枠。

日曜日
- モーニング天気（2001年4月15日 - 2002年3月31日）
- 草野満代の朝なま報道局（2002年4月7日 - 2004年3月28日）
  - 『時事放談』復活に伴い事実上廃枠。

### 番組の移り変わり
| 期間      | 期間      | 平日                                                       | 土曜日             | 日曜日                 |          |
| --------- | --------- | ---------------------------------------------------------- | ------------------ | ---------------------- | -------- |
| 1981.3.30 | 1983.4.1  | ウェザーショー・空飛ぶお天気スタジオ →ウェザーりえの朝一番 | （なし）           | （なし）               |          |
| 1983.4.4  | 1986.3.30 | （なし）                                                   | （なし）           | （なし）               |          |
| 1986.3.31 | 1986.9.26 | おはようお天気ワイド                                       | （なし）           | （なし）               |          |
| 1986.9.29 | 1987.10.2 | 砂川啓介 いま!朝です                                       | （なし）           | （なし）               |          |
| 1987.10.5 | 1989.3.31 | ドーナツ6                                                  | （なし）           | （なし）               |          |
| 1989.4.3  | 1991.3.29 | 地球!朝一番                                                | （なし）           | （なし）               |          |
| 1991.4.1  | 1992.9.30 | ニュースコール（第1期）                                    | （なし）           | （なし）               |          |
| 1992.10.1 | 1993.10.1 | ニュースコール おはよう藤田です                            | （なし）           | （なし）               |          |
| 1993.10.4 | 1996.5.31 | あなたにオンタイム                                         | （なし）           | （なし）               |          |
| 1996.6.3  | 1998.9.25 | お天気クジラ                                               | （なし）           | （なし）               |          |
| 1998.9.28 | 1999.3.27 | お天気クジラ                                               | お天気クジラ土曜版 | （なし）               |          |
| 1999.3.29 | 2001.4.6  | いちばん!エクスプレス                                      | （なし）           | （なし）               |          |
| 2001.4.9  | 2002.3.31 | いちばん!エクスプレス                                      | モーニング天気     | モーニング天気         |          |
| 2002.4.1  | 2003.3.30 | いちばん!                                                  | （なし）           | 草野満代の朝なま情報局 |          |
| 2003.3.31 | 2004.3.28 | あさがけウォッチ!                                          | （なし）           | 草野満代の朝なま情報局 |          |
| 2004.3.29 | 2008.3.27 | JNNニュースバード                                          | （なし）           | （なし）               | （なし） |
| 2008.3.28 | 2014.3.28 | TBSニュースバード 早ズバッ!ナマたまご                      | （なし）           | （なし）               | （なし） |
| 2014.3.31 | 2015.3.27 | TBSニュースバード はやチャン!                              | （なし）           | （なし）               | （なし） |
| 2015.3.30 | 2021.9.30 | はやドキ!                                                  | （なし）           | （なし）               | （なし） |
| 2021.10.1 | 現在      | THE TIME’                                                  | （なし）           | （なし）               | （なし） |